# Grażyna Borowiecka
Grażyna Borowiecka (ur. 26 marca 1959) – polska lekkoatletka, medalistka mistrzostw Polski.

## Kariera sportowa
Była zawodniczką AZS Olsztyn i Gwardii Warszawa.
Na mistrzostwach Polski seniorów na otwartym stadionie zdobyła jeden medal: brązowy w siedmioboju w 1979. 
Rekord życiowy w biegu na 100 m ppł: 14,20 (29.05.1977), w siedmioboju – 4794 (15–16.09.1979 – według tabel ówcześnie obowiązujących).